# Correspondência Leibniz-Clarke

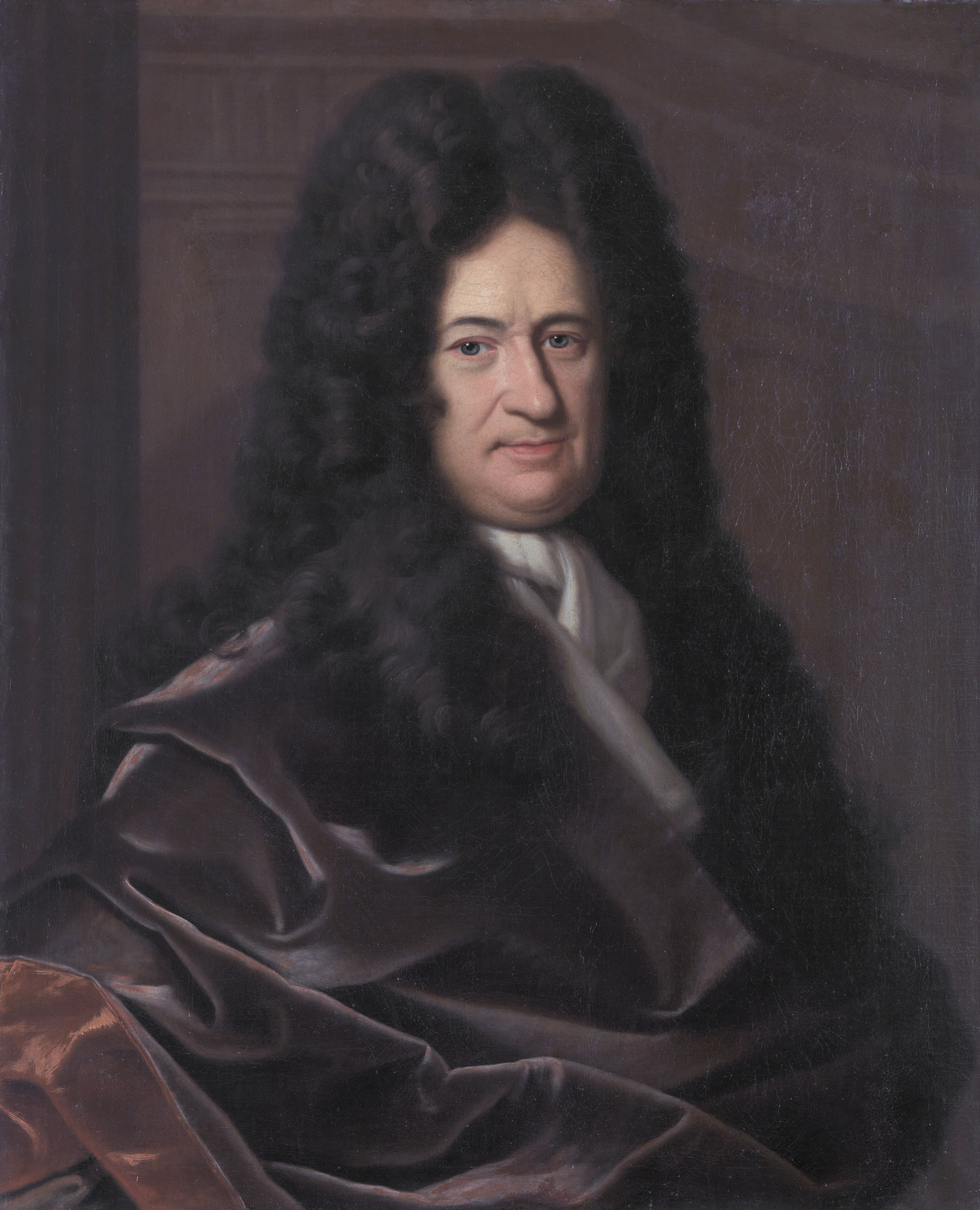
Retrato de Gottfried Wilhelm Leibniz, de autoria do pintor e militar alemão Christoph Bernhard Francke, óleo sobre tela (81cm. x 66cm.), por volta de 1729.

A correspondência Leibniz-Clarke foi um debate científico, teológico e filosófico realizado em uma troca de cartas entre o pensador alemão Gottfried Wilhelm Leibniz e Samuel Clarke, um apoiador das teorias de Isaac Newton, nos anos entre 1715 e 1716.
Embora uma variedade de assuntos seja abordada nas cartas, o principal interesse para os leitores modernos é a disputa entre a teoria absoluta do espaço favorecida por Newton e Clarke e a abordagem relacional de Leibniz. Também é importante o conflito entre as opiniões de Clarke e Leibniz sobre o livre arbítrio e se Deus deve criar o melhor de todos os mundos possíveis. Também é discutida qual é a natureza de milagres e da alma.
O principal argumento utilizado por ambos os lados é o princípio da razão suficiente, com interpretações divergentes quanto ao seu significado. Através deste princípio da lógica, cuja formulação moderna é atribuída a Leibniz, os autores também discutem a existência ou não do vácuo e se os átomos são ou não indistinguíveis, o que violaria o princípio da razão suficiente de acordo com o filósofo alemão.